# Moulay Rachid
Prințul Moulay Rachid (Arabă: الأمير مولي رشيد بن الحسن, n. 20 iunie 1970, Rabat, Maroc) este fiul lui Hassan II și Lalla Latifa Hammou.